# Чемпионат Китая по международным шашкам среди женщин 2013
Чемпионат Китая по международным шашкам среди женщин 2013 прошёл   в Тайюане, провинция Шаньси. В турнире участвовало 26 спортсменок.

## Призёры
| Место | Участник     | Очки |
| ----- | ------------ | ---- |
| 1     | Чжао Ханьцин | 14   |
| 2     | Алатэнхуа    | 12   |
| 3     | Ли Цзин      | 12   |